# Willem van de Velde den yngre
Willem van de Velde den yngre (født 18. december 1633 i Amsterdam, død 6. april 1707 Greenwich) var en hollandsk marinemaler.
Willem van de Velde gik så godt i lære hos faren, at der kan være tvivl om fars og søns produktion. Imidlertid nød Willem van de Velde den yngre også i høj grad godt af den betydelige Simon de Vliegers vejledning. Også han kom til London i 1673 og blev i 1677 hofmaler hos den engelske konge og bragte hollandsk marinekunst til et kunstnerisk højt stade. Berømt ved malerisk skønhed er hans Kanonskuddet i Amsterdams Rijksmuseum, der ejer en snes værker af ham, og adskillige søstykker i England i Londons National Gallery ca. 14 billeder; uovertræffelig er han i gengivelsen af rolig sø; Statens Museum for Kunst ejer to, Nationalmuseet i Stockholm tre billeder af ham; i Berlins Kaiser-Friedrich-Museum Salutskud fra 1660; på den hollandske udstilling i København 1922 sås Amsterdam Yacht på floden Y og andre.